# Беседняк, Ангел
Ангел Йожевич Беседняк (словен. Angel Jožeta Besednjak; 15 октября 1914 — 1 ноября 1941) — словенский партизан, участник Народно-освободительной борьбы Югославии. Посмертно награждён званием Народного героя Югославии.

## Биография
Родился в 1914 году в Бранике, Австро-Венгрия. Детство провёл в Италии, в 1928 году покинул страну и приехал в Марибор, где окончил ПТУ по специальности «инженер-механик». Работал в железнодорожной мастерской, с начала 1930-х годов стал участвовать в собраниях и стачках рабочих. В 1936 году был принят в Союз коммунистов Югославии, в 1939 году был секретарём Мариборского райкома партии. В 1941 году, после начала немецкой оккупации ушёл в подполье и возглавил партизанский отряд, организуя диверсии в городе против немцев и итальянцев. 18 июля 1941 бежал из города и присоединился к партизанам в Похорье, где вёл бои с противником. Погиб 1 ноября 1941 в бою с немцами близ Яворья (Шентюр). 27 ноября 1953 посмертно награждён званием Народного героя Югославии.